# Guy-Albert Rufin Duhamel
 (août 2025).
Motif : nombre de sources primaires et autres interviews du sujet, mais pas de sources secondaires centrées, d'ampleur nationale et perenne pour démontrer une notoriété encyclopédique.
- Archive Wikiwix
- Bing
- Cairn
- DuckDuckGo
- E. Universalis
- Gallica
- Google
- G. Books
- G. News
- G. Scholar
- Persée
- Qwant
- (zh) Baidu
- (ru) Yandex
- (wd) trouver des œuvres sur Wikidata

| 1. | Préciser le motif de la pose du bandeau. | Précisez le motif de la pose du bandeau en utilisant la syntaxe suivante : {{admissibilité à vérifier\|date=août 2025\|motif=remplacez ce texte par le motif}}                                |
| 2. | Informer les utilisateurs concernés.     | Pensez à avertir le créateur de l'article, par exemple, en insérant le code ci-dessous sur sa page de discussion : {{subst:avertissement admissibilité à vérifier\|Guy-Albert Rufin Duhamel}} |

 (août 2025).
Guy-Albert Rufin Duhamel est un ingénieur social français, né en Martinique le 31 janvier 1974. Il est connu comme une personnalité de l’ingénierie sociale dans les outre-mer, et plus particulièrement aux Antilles françaises où il réside.

## Biographie
Travailleur social, Guy-Albert Rufin Duhamel est titulaire du diplôme d’État d’ingénierie sociale et du diplôme d’État d’assistant de service social. ll détient également un master européen en économie sociale ainsi qu’un diplôme de manager de projet européen, également de niveau master, dans le même domaine. Ancien élève diplômé de l’École de santé publique de Nancy, il a suivi le troisième cycle en santé publique et promotion de la santé, option « pays industrialisés », avec un mémoire portant sur l’envenimation par le serpent Bothrops lanceolatus (serpent fer de lance, trigonocéphale) en Martinique.
En 2022, il a entrepris une thèse doctorale en santé publique à l’Université des Antilles, consacrée à la lutte contre les cancers du col de l’utérus et des voies aéro-digestives supérieures aux Antilles françaises. 
Le cadre de recherche de Guy-Albert Rufin Duhamel porte sur l’analyse des dynamiques sociales, culturelles, identitaires et politico-environnementales propres aux Antilles françaises. Ses travaux s’intéressent aux pathologies sociales et à leurs manifestations dans un contexte marqué par les héritages post-coloniaux. Il explore en particulier l’endémisme des tensions sociales et identitaires, ainsi que l’influence des problématiques politico-environnementales sur les dynamiques territoriales. Inscrivant son approche dans une perspective décoloniale appliquée à la santé, il examine l’émergence de politiques publiques et sociales de réparation en réponse aux inégalités historiques et contemporaines. Sa réflexion intègre également les enjeux de santé publique et d’agnotologie, afin de comprendre le rôle joué par la production et la gestion de l’ignorance dans la structuration des tensions sociales. 
Il est à l’origine du modèle de socio-oncologie en France, une approche qui considère le travail social et la santé publique comme un continuum et qui vise à réduire l’impact du cancer dans les populations les plus socialement exposées. Ce modèle appréhende la lutte contre les cancers comme un processus global et interdisciplinaire, en articulant filières et parcours depuis la recherche étiologique, la prévention, le dépistage, la détection précoce, le diagnostic et les soins jusqu’à l’après-cancer et la réhabilitation multidimensionnelle de la personne et de son entourage

## Travaux durant la crise Covid-19
Guy-Albert Rufin Duhamel a consacré une grande partie de ses travaux à l’analyse des inégalités sociales persistantes aux Antilles françaises et à leur impact direct sur la santé de ces populations ultramarines. 
Guy-Albert Rufin Duhamel a été à l’origine du comité scientifique indépendant Covid-19 de l’Agence Régionale de Santé de Martinique, dont il a été membre en qualité d’ingénieur social. Ses recherches se sont concentrées sur les effets sociaux de la crise sanitaire dans les Antilles françaises, en particulier l'analyse sociale de l’opposition populaire à la vaccination. Son approche a reposé sur des enquêtes de terrain, l’analyse des revendications et la cartographie des zones de mobilisation. Il a étudié les tensions sociales générées par ces mouvements, notamment les barrages érigés un peu partout sur l'île. Guy-Albert Rufin Duhamel avait anticipé dès le début de la pandémie que la crise, focalisée uniquement sur les aspects sanitaires, entraînerait en Martinique une crise sociale quasi généralisée. Il avait également anticipé et alerté sur le fait que la pandémie amplifierait, de manière durable et incontrôlable, la mortalité par cancer dans un contexte social déjà fragile,.Selon lui, ces événements ont contribué à une rupture durable du lien de confiance entre les populations locales, en particulier les plus vulnérables, et les institutions publiques, ainsi qu’avec la parole scientifique. Il a souligné que cette méfiance persistante pouvait avoir des effets durables sur les politiques publiques de santé, notamment en matière de prévention et d’accès aux soins, et qu’elle révélait des fractures sociales préexistantes non-traitées. Ses travaux ont été cités le 7 septembre 2021 à l’Assemblée nationale par la députée Manuela Kéclard-Mondésir, qui, lors d’une question adressée au ministre de la Santé, Olivier Véran, s’est appuyée sur ses analyses en le citant directement pour souligner que « la crise sanitaire d’aujourd’hui est la conséquence d’une crise sociale amplifiée par la Covid, et non traitée ». Des travaux qui ont été reconnus pour leur apport à l’analyse des tensions sociales et pour la mise en évidence de l’importance de la dimension sociale dans la gestion des crises sanitaires, notamment à travers ses interventions publiques et médiatiques,. L’une de ses recommandations durant la crise Covid a été la mise en place d’un « bouclier social »visant à limiter les effets de la crise et à renforcer l’action du travail social auprès des populations les plus exposées, notamment par le soutien d’équipes mobiles de médiation et d’accompagnement social.

## Travaux sur les dynamiques sociales des crises
Ses travaux ont également porté sur les dynamiques sociales des crises en Martinique et sur la criminalité liée au narco-trafic aux Antilles françaises. Il a développé le concept de « société de style » pour analyser les effets de la porosité identitaire et des influences exogènes sur les jeunes, notamment la banalisation du crime et du sexe ou l’absence de repères. Il met en évidence les risques liés au narco‑trafic et à la circulation d’armes aux Antilles françaises, ainsi que la montée de la criminalité. Il considère le narco‑trafic comme un phénomène mondial, à traiter à cette échelle, et non uniquement lié au contexte post‑colonial ou à la précarité locale, même s’il n’exclut pas que certaines familles en tirent des revenus, parfois comme unique moyen de subsistance. Il plaide pour la protection des repentis et des personnes exposées, tout en soulignant la nécessité de moyens policiers renforcés et d’une répression dissuasive pour freiner l’expansion de ces phénomènes.
Guy-Albert Rufin Duhamel a également analysé les effets sociaux des manifestations contre la vie chère en 2024 en Martinique. Ses travaux se sont intéressés particulièrement à la présence de jeunes, souvent mineurs, sur les barrages nocturnes observés en octobre 2024.  Il a documenté et cartographié ces mobilisations jamais observées auparavant, en recueillant des données directement sur le terrain et en analysant les facteurs sociaux et culturels qui les sous-tendent.  Il a émis l’hypothèse que ces barrages nocturnes devaient être dissociés des mobilisations liées à la vie chère, leur fonction semblant différente et nécessitant des investigations complémentaires. Il a analysé ces phénomènes dans des contextes pouvant dépasser le seul cadre territorial, avec des logiques géopolitiques et de réseaux, et pouvant s’apparenter à la formation de gangs. Les barrages nocturnes constituent encore aujourd’hui un sujet d’étude majeur, témoignant de tensions sociales inédites et persistantes. Ces travaux, qui se poursuivent, adoptent une approche systémique et constituent la première analyse documentée des barrages nocturnes en Martinique : souvent enflammés, mobilisant des moyens logistiques et rassemblant jeunes et moins jeunes dans des contextes de crises sociales, sans pour autant être directement liés aux revendications, et devant être considérés de manière dissociée.

## Vie privée, positionnement et engagements
Guy-Albert Rufin Duhamel a passé une grande partie de son enfance avec sa mère au quartier Trénelle en Martinique. Il a perdu sa compagne d’un cancer quelques semaines après la naissance de leur premier fils en 2008. Père de cinq enfants, il réside dans la commune du Marigot au nord atlantique de la Martinique,. De confession protestante, il est également franc-maçon. Il a occupé des fonctions nationales au sein de la Grande Loge unie de France[source insuffisante]. Il est l’auteur d'un ouvrage sur la franc-maçonnerie, La franc-maçonnerie d’inspiration traditionnelle: que reste-t-il des anciens usages du métier des bâtisseurs d’autrefois? ainsi que d’un essai philosophique, Les Matinales d’Oko, publié aux mêmes éditions,. Il est membre de la Grande Loge nationale française.
Politiquement orienté à gauche, il n’appartient cependant à aucun parti politique national ou local. Par ses prises de position, il défend les valeurs républicaines, le progrès, la justice sociale, la solidarité, l’égalité, l’accès universel aux droits pour tous et la lutte contre toutes les discriminations humaines. Il soutient également un engagement décolonial, en faveur de la réparation pour le crime contre l’humanité que représente l’esclavage. Son positionnement combine convictions personnelles, références identitaires, culturelles et politiques, ainsi qu'engagements citoyens, qui se reflètent dans ses travaux scientifiques,,,